# Молчадь (деревня)
Молчадь (бел. Мо́ўчадзь) — деревня в Барановичском районе Брестской области Беларуси, центр Молчадского сельсовета. Население — 422 человек (2019).

## География
Деревня находится на севере Брестской области в 28 км к северо-западу от центра города Барановичи и в 3 км от границы с Гродненской областью. Местность принадлежит к бассейну Немана, по северной окраине деревни протекает река Молчадь, в которую здесь впадает река Своротва. Через Молчадь проходит местная автодорога Барановичи — Дятлово, ещё одна дорога идёт в сторону Слонима. Через Молчадь проходит ж/д линия Барановичи — Лида, в деревне есть ж/д станция.

## Этимология
Ряд исследователей считают название балтским и полагают, что населённый пункт заимствовал его от реки. В топонимическом словаре Жучкевича приводится альтернативная версия: деревня получила название от личного имени, а река заимствовала имя от поселения.

## История
Впервые Молчадь упоминается в первой половине XV века в связи с постройкой здесь католической церкви Святой Троицы. С 1486 года в письменных источниках поселение значится как местечко Слонимского повета, владение великих князей. Во время русско-польской войны 1654—1667 годов местечко было сожжено, потом отстроилось. Находилось во владении Халецких, позднее Юдицких и Тизенгаузов.
После третьего раздела Речи Посполитой (1795) Молчадь вошла в состав Российской империи, принадлежала Люшневской волости Слонимского уезда Гродненской губернии. В 1867 году российскими властями был ликвидирован костёл, в 1869—1873 годах выстроена православная церковь св. Петра и Павла. В 1862 году здесь было открыто народное училище, в 1879 произошёл большой пожар, который уничтожил значительную часть деревянных построек. В 1884 году рядом с местечком прошла железная дорога. Состоянием на 1886 год здесь было 45 дворов, 2 церкви, 3 синагоги, пивоварня, железнодорожная станция, народное училище. В 1897 году здесь проживало 1188 евреев (68,5 % населения местечка).
Согласно Рижскому мирному договору (1921) Молчадь вошла в состав межвоенной Польши, в Слонимский, а с 1926 год Барановичский повет. С 1939 года деревня в БССР.
В Великую Отечественную войну с конца июня 1941 года до 9 июля 1944 г. деревня оккупирована немецкими войсками, в деревне образовано гетто, где было убито более 3600 евреев.
Часть маршрута EuroVelo.

## Родники
- Мурованка-1
- Мурованка-2
- Мельница
- Сунгловщина

## Население
| Численность населения (по переписи) | Численность населения (по переписи) | Численность населения (по переписи) | Численность населения (по переписи) | Численность населения (по переписи) | Численность населения (по переписи) | Численность населения (по переписи) | Численность населения (по переписи) |
| 1886                                | 1921                                | 1939                                | 1959                                | 1970                                | 1999                                | 2009                                | 2019                                |
| ----------------------------------- | ----------------------------------- | ----------------------------------- | ----------------------------------- | ----------------------------------- | ----------------------------------- | ----------------------------------- | ----------------------------------- |
| 1100                                | ↗1483                               | ↗1965                               | ↘1141                               | ↘995                                | ↘870                                | ↘661                                | ↘422                                |

## Инфраструктура
- Отделение почтовой связи — улица Кирова, 79.
- Средняя школа — улица Кирова, 97.
- Детский сад — улица 60 лет СССР, 22.
- Школа-интернат — улица Новая, 32.
- Больница — улица 60 лет СССР, 16А.
- Дом быта —  улица Кирова, 74.
- Сельский клуб —  улица Советская, 4.
- Магазин «Евроопт» —  улица Кирова, 37.

## Достопримечательности
- Курганный могильник периода раннего средневековья (XI—XIII вв.)[9][10], в 0,5 км на юг  от деревни —  Историко-культурная ценность Республики Беларусь, шифр 113В000059.
- Петропавловская церковь (1873 год).
- Несколько каменных зданий конца XIX века: корчма, пекарня, аптека, бывшая синагога.
- Мельница (нач. XX в.)
- Кладбищенская часовня.
- Еврейское кладбище[11]

### Памятник, скульптура
- Памятник землякам и жертвам фашизма. Для увековечения памяти 112 земляков, погибших в годы Великой Отечественной войны, 3600 мирных жителей, расстрелянных фашистами. В 1977 году установлен установлен памятник — скульптурная композиция и две стелы, на одной из них — имена погибших[12].
- Памятник С. И. Грицевцу.

### Памятник природы, заказник
- Родник Сунгловщина — гидрологический памятник природы местного значения. В западной части деревни Молчадь.

## Галерея
- Петропавловская церковь
- Бывшая синагога
- Мельница
- Центр деревни
- Корчма